# خریت ویسر
خریت ویسر (هلندی: Gerrit Visser؛ ۲ فوریه ۱۹۰۳ – دسامبر ۱۹۸۴) بازیکن فوتبال اهل هلند بود.
از باشگاه‌هایی که در آن بازی کرده‌است می‌توان به باشگاه فوتبال تلستار اشاره کرد.
وی همچنین در تیم ملی فوتبال هلند بازی کرده‌است.